# Ouilly-le-Tesson

Ouilly-le-Tesson este o comună în departamentul Calvados, Franța. În 1 ianuarie 2022 avea o populație de 561 de locuitori.